# Shahrestān-e Būkān
Shahrestān-e Būkān (persiska: شهرستان بوكان, بوكان) är en delprovins (shahrestan) i Iran.   Den ligger i provinsen Västazarbaijan, i den nordvästra delen av landet, 500 km väster om huvudstaden Teheran.
Delprovinsen hade 251 409 invånare 2016.